# Lordegan
Lordegān (farsi لردگان) è il capoluogo dello shahrestān di Lordegan, circoscrizione Centrale, nella provincia di Chahar Mahal e Bakhtiari.